# اللجنة العالمية للمناطق المحمية
اللجنة العالمية للمناطق المحمية اختصارا (CMAP) هي إحدى اللجان التابعة للاتحاد العالمي للحفاظ على الطبيعة من أجل حماية المناطق الطبيعية. وتتمثل مهمتها في تعزيز إنشاء شبكة عالمية ممثلة للمناطق المحمية الأرضية منها والبحرية.
تقوم بإدارة قاعدة البيانات العالمية للمناطق المحمية -تهتم بتسجيل وتصنيف المناطق المحمية حول العالم- بمساعدة اتحاد قاعدة البيانات العالمية للمناطق المحمية ومركز مراقبة المحافظة على الطبيعة التابع لبرنامج الأمم المتحدة الإنمائي.
وقد حددت 6 أنواع من المناطق المحمية:
| تصنيف الاتحاد العالمي للحفاظ على الطبيعة | الخصائص والأهداف الإدارية | أمثلة عن المناطق المحمية                                                  |
| ---------------------------------------- | --- | ------------------------------------------------------------------------- |
| Ia                                       | محمية طبيعية متكاملة:منطقة محمية لأغراض علمية أو من أجل حماية الموارد البرية.                                                          | حديقة سويسرا الوطنية أو إحدى المحميات البيئية في الكيبك                   |
| Ib                                       | منطقة برية : منطقة محمية من أجل حماية الموارد البرية.                                                                                  | حديقة يوسمايت الوطنية بالولايات المتحدة                                   |
| II                                       | حديقة وطنية : منطقة محمية تهدف لحماية النظام البيئي أساسا إضافة إلى أغراض ترفيهية.                                                     | حديقة فانواز الوطنية بفرنسا                                               |
| III                                      | تراث طبيعي : منطقة محمية خُصصت لحماية المعالم الطبيعية الخاصة.                                                                          | المعلم التذكاري الوطني لنقوش ما قبل التاريخ ب نيومكسيكو، الولايات المتحدة |
| IV                                       | منطقة لإدارة الموائل أو الأصناف : منطقة محمية مخصصة أساسا للحماية مع التدخل في إدارة شؤونها.                                           | محمية بوبنغين الوطنية بالسينيغال                                          |
| V                                        | منظر طبيعي أو بحري محمي: منطقة محمية تهدف بشكل رئيسي لضمان الحفاظ على المناظر الطبيعية أو المناظر البحرية، وهي أيضا ذات أغراض ترفيهية. | سلسلة جبال وويي شان الصين، حدائق طبيعية إقليمية ب فرنسا                   |
| VI                                       | مناطق محمية لإدارة الموارد البشرية : منطقة محمية تهدف أساسا لغرض الاستعمال المُستدام للنظم البيئية الطبيعية.                            | محمية فون دي كاب تورمونت ب كيبيك                                          |

## وصلات خارجية
- اللجنة العالمية للمناطق المحمية.
- قاعدة البيانات العالمية للمناطق المحمية.